# Paycom Center
Paycom Center (cunoscut inițial ca Ford Center din 2002 până în 2010, Oklahoma City Arena din 2010 până în 2011 și Chesapeake Energy Arena din 2011 până în 2021) este o arenă situată în centrul orașului Oklahoma City, Oklahoma, Statele Unite. S-a deschis în 2002 și din 2008 a servit drept arena pentru Oklahoma City Thunder (NBA). Anterior, arena a fost gazda celor de la Oklahoma City Blazers (CHL) din 2002 până când echipa s-a retras în iulie 2009, iar Oklahoma City Yard Dawgz AF2 din 2004 până în 2009, când echipa s-a mutat la Cox Convention Center. Pe lângă utilizarea sa ca loc unde se desfășoară evenimente sportive, Paycom Arena găzduiește concerte, evenimente de familie și sociale, convenții, spectacole de gheață și evenimente civice. Arena este deținută de municipalitate și este operată de compania de administrare a proprietății SMG și are 18.203 locuri în configurația de baschet, 15.152 pentru hochei și poate găzdui până la 16.591 de persoane pentru concerte.
Din 2005 până în 2007, arena a servit, de asemenea, drept arenă temporară pentru New Orleans Hornets din NBA, când Hornets au fost forțați să joace meciurile în altă parte, în urma pagubelor mari suferite de New Orleans Arena și de orașul New Orleans cauzate de uraganul Katrina. Pe parcursul celor două sezoane din Oklahoma City, echipa a fost cunoscută sub numele de New Orleans/Oklahoma City Hornets. Răspunsul fanilor în timp ce Hornets a jucat în Oklahoma City a fost un impuls pentru ca orașul să aibă echipă în NBA, fie prin mutare, fie prin extindere.